# وقعة الشوكي (1286)
قال الفاخري: "وفيها غار بندر بن طلال أمير الجبل على الصعران من بُرَيْه من مطير، وهم على الشوكي، فأخذهم، وقتل رئيسهم هذال بن بصيّص". 

## معركة الشوكي والذي حصل فيها
وأغار على الصعران من بريه في الشوكي(١)، فأخذهم وقتل شيخهم هذال بن عليان بن غرير صبراً. لأنه قُتل في هذه الوقعة علي آل عبيد بن رشيد، فقتلوه به "(٢). 

## غزو بن بصيص
- غارة بندر الطلال الرشيد عام ( 1286 هـ )  :

ذكر ان الامير بندر بن طلال بن رشيد اغار على الصعران من مطير عند ماء الشوكي عام1286هـ واخذهم وقتل منهم هذال بن بصيص والد نايف ثأر بلأمير عبيد ال علي الذي قتلوه الصعران بوقعه سابقة مما يعني ان ولادته كانت قبل ذلك العام 1286هـ .